# كاثلين سيدل
كاثلين سيدل (بالإنجليزية: Kathleen Seidel)‏ هي أمينة مكتبة أمريكية، ولدت في القرن العشرين.

## وصلات خارجية
- الموقع الرسمي